# Kardo Ploomipuu
Kardo Ploomipuu (24 de marzo de 1988) es un deportista estonio que compitió en natación adaptada. Ganó una medalla de bronce en los Juegos Paralímpicos de Pekín 2008 en la prueba de 100 m espalda (clase S10).

## Palmarés internacional
| Juegos Paralímpicos | Juegos Paralímpicos | Juegos Paralímpicos | Juegos Paralímpicos |
| Año                 | Lugar               | Medalla             | Prueba              |
| ------------------- | ------------------- | ------------------- | ------------------- |
| 2008                | Pekín (China)       | Medalla de bronce   | 100 m espalda S10   |